# Uromyces indigoferae
Uromyces indigoferae ist eine Ständerpilzart aus der Ordnung der Rostpilze (Pucciniales). Der Pilz ist ein Endoparasit der Hülsenfrüchtlergattung Indigofera. Symptome des Befalls durch die Art sind Rostflecken und Pusteln auf den Blattoberflächen der Wirtspflanzen. Sie ist im tropischen und subtropischen Amerika verbreitet.

## Merkmale

### Makroskopische Merkmale
Uromyces indigoferae ist mit bloßem Auge nur anhand der auf der Oberfläche des Wirtes hervortretenden Sporenlager zu erkennen. Sie wachsen in Nestern, die als gelbliche bis braune Flecken und Pusteln auf den Blattoberflächen erscheinen.

### Mikroskopische Merkmale
Das Myzel von Uromyces indigoferae wächst wie bei allen Uromyces-Arten interzellulär und bildet Saugfäden, die in das Speichergewebe des Wirtes wachsen. Die Spermogonien und Aecien der Art sind unbekannt. Die beidseitig auf den Oberflächen der Wirtsblätter wachsenden Uredien des Pilzes sind zimtbraun. Ihre gold- bis zimtbraunen Uredosporen sind 23–28 × 18–20 µm groß, meist ellipsoid bis breitellipsoid und stachelwarzig. Die beidseitig und an Stängeln wachsenden Telien der Art sind schwarzbraun, kompakt und unbedeckt. Die kastanienbraunen Teliosporen sind einzellig, in der Regel eiförmig bis breitellipsoid, warzig und meist 25–30 × 17–21 µm groß. Ihre Stiele sind farblos und bis zu 100 µm lang.

## Verbreitung
Das bekannte Verbreitungsgebiet von Uromyces indigoferae reicht von Florida und Texas bis nach Südamerika.

## Ökologie
Die Wirtspflanzen von Uromyces indigoferae sind verschiedene Indigofera-Arten. Der Pilz ernährt sich von den im Speichergewebe der Pflanzen vorhandenen Nährstoffen, seine Sporenlager brechen später durch die Blattoberfläche und setzen Sporen frei. Die Art durchläuft einen wahrscheinlich makrozyklischen Entwicklungszyklus, von dem bisher nur Uredien und Telien sowie deren Wirt bekannt sind. Ob sie einen Wirtswechsel vollzieht, lässt sich daher nicht sagen.